# VR Hr11
De Hr11 ook wel Lentävä Susi = Flying Wolf (en)  of Pullahuru genoemd is een Finse dieselhydraulische locomotief bestemd voor het personenvervoer van VR-Yhtymä (VR).

## Geschiedenis
In de jaren vijftig liet de Finse staatsspoorwegen een aantal locomotieven en motorrijtuigen ontwikkelen en bouwen bij de Valmet ter vervanging van onder meer stoomlocomotieven en rijtuigen met houten opbouw.
In eerste instantie werden twee Maybach zes cilindermotoren van het type MD 320 met ieder een versnellingsbak van het type Maybach Mekydros K64B geplaatst. Deze locomotieven waren oorspronkelijk voorzien van een grote bagageruimte maar door het grote gewicht werd deze ruimte niet gebruikt. In deze ruimte was ook een toilet aanwezig.

### Ombouw
Deze locomotieven bleken in gebruik uiterst onbetrouwbaar. Dit was de reden om de complete tractie-installatie in 1958 vervangen door een Maybachmotor van het type MD 325 en een versnellingsbak van het type Maybach Mekydros KL64.
De betrouwbaarheid van deze locomotieven nam hierbij niet toe.

## Constructie en techniek
De locomotief heeft een stalen frame. De tractie-installatie heeft twee dieselmotoren die gekoppeld zijn aan een hydraulische versnellingsbak die ieder door aandrijfassen verbonden is met beide draaistellen en daarbij de assen aandrijven.

## Treindiensten
Deze locomotieven werden door de VR-Yhtymä (VR) in eerste instantie gebruikt voor het personenvervoer en goederenvervoer vanuit de standplaats:
- Tampere, naar Helsinki, Seinäjoki, Pieksämäki en Pori

Na de ombouw verhuisden deze locomotieven naar de standplaats:
- Turku, naar Helsinki en Tampere